# Liste der Abgeordneten zum Vorarlberger Landtag (XXXII. Gesetzgebungsperiode)
- SPÖ: 3
- GRÜNE: 4
- NEOS: 3
- ÖVP: 15
- FPÖ: 11

Diese Liste der Abgeordneten zum Vorarlberger Landtag (XXXII. Gesetzgebungsperiode) listet die Abgeordneten zum Vorarlberger Landtag in der XXXII. Legislaturperiode (ab 2024) auf.

## Geschichte
Nach der Landtagswahl am 13. Oktober 2024 entfielen von den 36 Mandaten 15 auf die Österreichische Volkspartei (ÖVP), die somit zwei Mandate verlor im Vergleich zur vorherigen Legislaturperiode. Die Freiheitliche Partei Österreichs (FPÖ) ging als Wahlgewinner aus der Landtagswahl hervor, konnte sechs Mandate dazugewinnen und zog mit elf Mandataren in den Landtag ein. Die Grünen – Die Grüne Alternative (GRÜNE) hingegen verloren im Vergleich zur Wahl 2019 drei Mandate und sind nunmehr mit vier Mandaten im Landtag vertreten. SPÖ und NEOS – Das Neue Österreich und Liberales Forum (NEOS) erreichten jeweils drei Mandate im Landtag.
Die konstituierende Sitzung des Landtags mit der Wahl und Angelobung der Landesregierung Wallner IV fand am 6. November 2024 statt.

## Funktionen

### Bundesräte
Nach der Landtagswahl am 13. Oktober 2024 wanderte eines der drei Vorarlberger Mandate von den Grünen zur FPÖ. Die beiden anderen blieben bei der ÖVP. In der konstituierenden Sitzung der XXXII. Gesetzgebungsperiode am 6. November 2024 wurden die Bundesräte gewählt. Der Landtag entsandte Christine Schwarz-Fuchs (ÖVP, wie bisher; 34 Stimmen) und neu Christoph Thoma (ÖVP, 26 Stimmen) sowie Sandra Jäckel (FPÖ, 31 Stimmen) in die Länderkammer. Thoma folgt Heike Eder nach, die in den Nationalrat wechselte, Jäckel folgte auf Adi Gross (Grüne).

### Landtagsabgeordnete
| Bild | Name                       | Fraktion | Fraktion   | Wahlkreis | Anmerkungen                                                             |
| ---- | -------------------------- | -------- | ---------- | --------- | ----------------------------------------------------------------------- |
|      | Auer Manuela               |          | SPÖ        |           |                                                                         |
|      | Berchtold Julia            |          | ÖVP        |           | am 20. November 2024 als Nachrückerin für Barbara Schöbi-Fink angelobt. |
|      | Blum Robert                |          | FPÖ        |           |                                                                         |
|      | Bösch-Vetter Christine     |          | Die Grünen |           |                                                                         |
|      | Dogan Cenk                 |          | ÖVP        |           |                                                                         |
|      | Einwallner Reinhold        |          | SPÖ        |           |                                                                         |
|      | Ender Clemens              |          | ÖVP        |           |                                                                         |
|      | Feuerstein Bernhard        |          | ÖVP        |           |                                                                         |
|      | Feurstein-Hosp Nicole      |          | FPÖ        |           |                                                                         |
|      | Feurstein-Pichler Karin    |          | ÖVP        |           |                                                                         |
|      | Flatz Guido                |          | ÖVP        |           |                                                                         |
|      | Fritz Joachim              |          | FPÖ        |           |                                                                         |
|      | Gamon Claudia              |          | NEOS       |           | Klubobfrau der NEOS                                                     |
|      | Hammerer Eva               |          | Die Grünen |           |                                                                         |
|      | Hörburger Christina        |          | ÖVP        |           |                                                                         |
|      | Kerbleder Andrea           |          | FPÖ        |           |                                                                         |
|      | Kinz Hubert                |          | FPÖ        |           | 1. Landtags-Vizepräsident                                               |
|      | Klien Markus               |          | FPÖ        |           | Klubobmann der FPÖ                                                      |
|      | Koschat Michael            |          | FPÖ        |           | am 20. November 2024 als Nachrücker für Daniel Allgäuer angelobt.       |
|      | Lackner Fabienne           |          | NEOS       |           |                                                                         |
|      | Lecher Hanno               |          | ÖVP        |           | am 20. November 2024 als Nachrücker für Marco Tittler angelobt.         |
|      | Leiter Mario               |          | SPÖ        |           | Klubobmann der SPÖ                                                      |
|      | Marte Veronika             |          | ÖVP        |           | Klubobfrau der ÖVP                                                      |
|      | Peschl Nadine              |          | ÖVP        |           | am 2. Juli 2025 als Nachrückerin für Patrick Wiedl angelobt.            |
|      | Schnetzer-Sutterlüty Gerda |          | ÖVP        |           | am 20. November 2024 als Nachrückerin für Markus Wallner angelobt.      |
|      | Schuster-Burda Heidi       |          | ÖVP        |           | am 20. November 2024 als Nachrückerin für Martina Rüscher angelobt.     |
|      | Schwarzmann Andrea         |          | ÖVP        |           | am 20. November 2024 als Nachrückerin für Christian Gantner angelobt.   |
|      | Sonderegger Harald         |          | ÖVP        |           | Landtagspräsident                                                       |
|      | Spiß Kornelia              |          | FPÖ        |           | am 20. November 2024 als Nachrückerin für Christof Bitschi angelobt.    |
|      | Thür Garry (Gerfried Thür) |          | NEOS       |           | Rücktritt im Juni 2025 bekanntgegeben, Nachrückerin Katharina Fuchs     |
|      | Vogt Manfred               |          | FPÖ        |           |                                                                         |
|      | Vonier Monika              |          | ÖVP        |           | 2. Landtags-Vizepräsidentin                                             |
|      | Waibel Christoph           |          | FPÖ        |           |                                                                         |
|      | Weber Bernhard             |          | Die Grünen |           |                                                                         |
|      | Weixlbaumer Joachim        |          | FPÖ        |           |                                                                         |
|      | Zadra Daniel               |          | Die Grünen |           | Klubobmann der Grünen                                                   |

## Ausgeschiedene Abgeordnete
| Bild | Name                | Fraktion | Fraktion | Wahlkreis | Anmerkungen                                                                                                 |
| ---- | ------------------- | -------- | -------- | --------- | --- |
|      | Allgäuer Daniel     |          | FPÖ      |           | am 6. November 2024 nach Wahl in die Landesregierung ausgeschieden, Nachfolger Michael Koschat              |
|      | Bitschi Christof    |          | FPÖ      |           | am 6. November 2024 nach Wahl in die Landesregierung ausgeschieden, Nachfolgerin Kornelia Spiß              |
|      | Gantner Christian   |          | ÖVP      |           | am 6. November 2024 nach Wahl in die Landesregierung ausgeschieden, Nachfolgerin Andrea Schwarzmann         |
|      | Rüscher Martina     |          | ÖVP      |           | am 6. November 2024 nach Wahl in die Landesregierung ausgeschieden, Nachfolgerin Heidi Schuster-Burda       |
|      | Schöbi-Fink Barbara |          | ÖVP      |           | am 6. November 2024 nach Wahl in die Landesregierung ausgeschieden, Nachfolgerin Julia Berchtold            |
|      | Tittler Marco       |          | ÖVP      |           | am 6. November 2024 nach Wahl in die Landesregierung ausgeschieden, Nachfolger Hanno Lecher                 |
|      | Wallner Markus      |          | ÖVP      |           | am 6. November 2024 nach Wahl in die Landesregierung ausgeschieden, Nachfolgerin Gerda Schnetzer-Sutterlüty |
|      | Wiedl Patrick       |          | ÖVP      |           | mit 2. Juli ausgeschieden, Nachfolgerin Nadine Peschl                                                       |